# Hyperolius puncticulatus
Hyperolius puncticulatus es una especie de anfibios de la familia Hyperoliidae.

## Distribución geográfica
Es endémica de Unguja (Tanzania).
Su hábitat natural incluye bosques tropicales o subtropicales secos, bosques tropicales o subtropicales secos y a baja altitud, montanos secos, sabanas secas, zonas secas de arbustos, marismas de agua dulce, corrientes intermitentes de agua dulce, jardines rurales, zonas previamente boscosas ahora degradadas y estanques.

## Estado de conservación
Está amenazada de extinción por la pérdida de su hábitat natural.